# Mino-Tradition

Zentren der japanischen Schwertschmiedetraditionen. Die Gokaden (darunter die Provinz Mino) sind rot gekennzeichnet.

Die Mino-Tradition (jap. 美濃伝, Mino-den) ist eine Sammelbezeichnung für Schwertschmiedeschulen in der japanischen Provinz Mino, die in unterschiedlicher Ausprägung ähnliche Charakteristika aufwiesen. Zentrum der Schwertschmiedeschulen in der Mino-Tradition war die Stadt Seki nahe Gifu. Daher ist für Schwertschmiedeschulen dieser Tradition auch die Bezeichnung Seki-Tradition (関伝, Seki-den) verbreitet.
Die Mino-Tradition gehörte neben der Sōshū-Tradition, der Bizen-Tradition, der Yamashiro-Tradition und der Yamato-Tradition zu den fünf klassischen japanischen Schwertschmiedetraditionen (Gokaden).

## Geschichte
Es wird vermutet, dass die Mino-Tradition von den Schwertschmieden Kaneuji und Kaneshige, Schülern des berühmten Sōshū-Schwertschmieds Masamune, begründet wurde. Die frühesten Klingen weisen auch viele Merkmale der Sōshū-Tradition auf und lassen sich nur schwer von derartigen Klingen unterscheiden. Dies gilt ebenso für die Klingen Kaneujis, der sowohl von der Yamato- als auch der Sōshū-Tradition beeinflusst wurde.
In der alten Provinz Mino haben sich nach den Wirren des Sturzes des Kamakura-Shogunats im Jahr 1333 – in der Nanbokucho Zeit – etliche Schmiede aus der Provinz Yamato angesiedelt. Ebenfalls aus Echizen, Kaga und Etchu zogen Schmiede gen Süden. Damals war der militärische Verwalter in Mino der Clan der Toki, die ebenfalls über Owari und Ise herrschten. Als Begründer der Tradition gelten die beiden Schüler Masamues: Kaneshige und Kaneuji. Neben Bizen war Mino das größte Zentrum für die Produktion von Klingen im alten Japan. Besonders für Mino ist die Errichtung einer Schmiede-Genossenschaft mit 7 Hauptschulen der Mino-Tradiation gegen 1440. Das Ziel dieser Unternehmung war es, die Beschaffung von Rohstoffen, die Sicherung der Qualität und auch die Vermarktung der Klingen gemeinsam zu erleichtern. Die Toki protegierten diese Genossenschaft, da sie aufgrund zahlreicher Konflikte einen hohen Bedarf an guten Klingen hatten.
Ähnlich wie in Bizen wurden zur Hochzeit der Sengoku-Epoche Schwerter in industriellen Ausmaß und minderer Qualität produziert – sogenannte „Bündelschwerter“, Taba-Gatana. Die Anzahl der Schmiede-Schulen explodierte geradezu und das ursprüngliche Prinzip der Schmiede-Genossenschaft funktionierte nicht mehr. Es wurden trotzdem noch Schwerter in guter Qualität gebaut. Im späteren Verlauf zum Ende der Koto-Periode, genannt Sue-Mino, wanderten einige Schmiede weiter, z. B. in die Ortschaft Shiga und gründeten dort eigene Schulen, wie Kanenobu mit der Shiga-Seki Schule.

## Charakteristika
- Schwertklingen der Mino-Tradition sind von der Form her eher weit und lang geschmiedet
- Die höchste Krümmung weisen ältere Klingen (Ko-Mino) in der Mitte auf, so dass sie dem Torbogen eines Shintō-Tempels ähneln (Torii Sori). Bei späteren Klingen verschiebt sich die Krümmung zur Klingenspitze (Saki Sori)
- Die Härtelinie (Hamon) verläuft in der Regel gleichmäßig und parallel zur Schneide (Suguha). Daneben finden sich allerdings auch Klingenexemplare mit unregelmäßiger Härtelinie (Choji-midare).
- Die Klingenoberfläche (Hada) weist typischerweise eine sehr feine, oft kaum erkennbare Oberflächentextur auf. Es finden sich zudem häufig Martensit Partikel (Ji-Nie) zwischen dem Klingengrat und der Härtelinie.
- Die Angel (Nakago) älterer Klingen besitzt meist eine abgerundete Spitze (Kuri-Jiri), in späteren Phasen kommen allerdings auch spitze Enden vor (Kengyo).